# Cổ khí hậu học
Cổ khí hậu học (tiếng Anh: paleoclimatology hay palaeoclimatology) là nghiên cứu về biến đổi trong khí hậu được thực hiện trên quy mô của toàn bộ lịch sử Trái Đất. Nó sử dụng nhiều phương pháp proxy từ Trái Đất và khoa học sự sống để có được dữ liệu được bảo tồn trước đây trong các thứ như đá, trầm tích, dải băng, tree rings, san hô, shells, và microfossils.Sau đó, nó sử dụng các dữ liệu để xác định trạng thái trong quá khứ của các vùng khí hậu khác nhau của Trái Đất và hệ thống khí quyển của nó. Các nghiên cứu về những thay đổi trong quá khứ của môi trường và đa dạng sinh học thường phản ánh về tình hình hiện tại, cụ thể là tác động của khí hậu đến sự tuyệt chủng hàng loạt và phục hồi sinh học.

## Lịch sử
Lĩnh vực nghiên cứu về cổ khí hậu học bắt đầu vào khoảng đầu thế kỉ 19, khi những khám phá về kỷ băng hà và những thay đổi tự nhiên của khí hậu Trái Đất trong quá khứ đã giúp con người hiểu rõ về Hiệu ứng nhà kính.Những quan sát đầu tiên có dựa trên những cơ sở khoa học là của ông John Hardcastle ở New Zealand, vào năm 1880. Ông ấy ghi chép rằng loess những chất lắng đọng ở phía nam hòn đảo Timaru đã ghi nhận những thay đổi về khí hậu; Ông đã gọi Hoàng thổ là một 'Sổ khí hậu'.

## Tái thiết lập khí hậu cổ đại

Biểu đồ nhiệt độ Trái Đất qua các thời đại

Hàm lượng khí oxy trong khí quyển trong một tỷ năm qua

Các nhà cổ sinh vật học sử dụng nhiều kĩ thuật để suy ra được khí hậu cổ đại.

### Băng
Những ngọn núi Sông băng và Chỏm băng/Dải băng ở địa cực đã cung cấp nhiều dữ liệu về cổ khí hậu học. Các nghiên cứu về lõi băng trong các tảng băng ở Greenland và Châu Nam Cực đã cung cấp những dữ liệu quý giá về hàng trăm nghìn năm về trước, khoảng 800,000 năm cho dự án của EPICA.
- Không khí lắng đọng trong Tuyết rơi xuống bị bao bọc trong những bong bóng rất nhỏ khi tuyết được nén thành băng trong sông băng dưới sức nặng của những lớp tuyết những năm về sau. Chính những bọt khí trong băng đã chứng minh được giá trị to lớn của nguồn để biết được thành phần không khí vào thời điểm băng được hình thành.
- Các lớp băng có thể quan sát được do sự tạm dừng hình thành tích tụ băng theo mùa và giúp xác định các niên đại, cụ thể liên kết độ sâu của lõi băng với các khoảng thời gian.
- Sự thay đổi độ dày của lớp băng giúp xác định được sự thay đổi lượng mưa hoặc nhiệt độ.
- Sự thay đổi số lượng củaOxy-18 (Bản mẫu:Δ18O) trong các lớp băng biểu thị cho sự thay đổi nhiệt độ trung bình của bề mặt đại dương. Các phân tử nước chứa đồng vị O-18 nặng hơn bay hơi ở nhiệt độ cao hơn các phân tử nước chứa đồng vị Oxy-16 bình thường. Tỉ lệ O-18 qua O-16 sẽ cao hơn khi tăng nhiệt độ.Nó cũng phụ thuộc vào các yếu tố khác như là độ mặn của nước và thể tích nước trong các tảng băng. Một số chu kì khác nhau trong các tỉ lệ đồng vị O đã được phát hiện.
- Phấn hoa đã được tìm thấy trong các lõi băng và được sử dụng để xác định loài thực vật nào đã xuất hiện khi các lớp băng hình thành. Phấn hoa được sản xuất dồi dào và sự phân bố của nó đã được hiểu rõ. Tính toán lượng phấn hoa trong một lớp băng cụ thể được xác định bởi tổng lượng số lượng phấn hoa được phân ra theo loại (hình dáng) trong mẫu kiểm soát của lớp băng đó. Nhưng thay đổi trong sự trùng lặp các loài thực vật có thể được phác họa thông qua sự thống kê phấn hoa trong lõi băng. Biết được loài thực vật nào xuất hiện giúp biết được lượng mưa, nhiệt độ, và những loài động vật nào xuất hiện. Palynology Nghiên cứu về phấn hoa để cho những mục đích này.
- Tro núi lửa nằm trong một số lớp băng, và để xác định thời gian hình thành các lớp băng này.Mỗi núi lửa sẽ có tro có tính chất duy nhất (hình dạng hay màu sắc các hạt, kí hiệu hóa học).Biết được nguồn của tro núi lửa sẽ biết được thời gian hình thành các lớp băng.

### Dendroclimatology
Thông tin về khí hậu có thể thu được thông qua sự lý giải về những thay đổi trong sự phát triển của cây. Nói chung, cây phản ứng với những thay đổi của các biến khí hậu bằng cách tăng hoặc làm chậm sự tăng trưởng, điều này thường được phản ảnh bởi sự tăng hay giảm bề dày của vòng sinh trưởng. Tuy nhiên trong một số trường hợp, các loài khác nhau phản ứng với những thay đổi của sự biến đổi khí hậu theo các cách khác nhau. Một bản ghi vòng cây được thiết lập bằng cách tổng hợp thông tin từ nhiều cây sống trong một khu vực cụ thể.
Gỗ già nguyên ven đã không bị phân rã có thể kéo dài thời gian được tính toán bằng cách khớp với sự thay đổi độ sâu của vòng với mẫu vật đương đại. Bằng cách sử dụng phương pháp đó, một số khu vực đã có các thông tin về vòng cây có niên đại vài nghìn năm. Gỗ già không ko xác định được thông tin đương đại có thể được xác định niên đại bằng kỹ thuật carbon phóng xạ. Một vòng cây có thể được sử dụng để xác định thông tin về lượng mưa, nhiệt độ, thủy văn và lửa tương ứng với một khu vực cụ thể.

### Hàm lượng trầm tích
Trong một khoảng thời gian dài, các nhà địa chất phải tham khảo hồ sơ trầm tích để có giữ liệu.
- Trẩm tích, đôi khi lại tạo thành đá, có thể chứa tàn dư của thảm thực vật, động vật, sinh vật phù du, or phấn hoa, là những thứ đặc trưng của vùng khí hậu nhất định.
- Các phân tử Biomarker như là alkenones có thể cung cấp thông tin về nhiệt độ để hình thành nên chúng.
- Những kí hiệu hóa học, đặc biệt là tỉ lệ của Mg/Ca của Canxit trong thử nghiệm Trùng lỗ, có thể tái tạo nhiệt độ trong quá khứ.
- Tỉ lệ đồng vị cũng có thể cung cấp thêm nhiều dữ liệu.Cụ thể, đồng vị δ18O    đã phản ứng khi có sự thay đổi nhiệt độ nhà khối lượng băng, trong khi đó đồng vị δ13C lại phản ánh một loạt các yếu tố mà rất khó để phân tích.

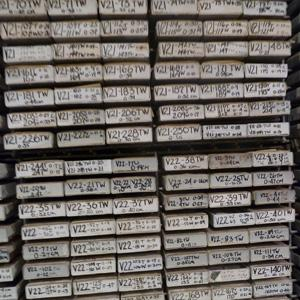
Mẫu lõi từ đáy biển được dán nhãn để biết rõ chính xác nơi khai thác mẫu này. Trầm tích gần đó cho thấy sự khác nhau trong thành phần hóa học và sinh học.

Tướng trầm tíchTrong khoảng thời gian dài, dấu vết trên đá có thể có dấu hiệu của hiện tượng Mực nước biển dâng và xuống, những đặc tính như là Cồn cát để xác định. Các nhà khoa học có thể nắm bắt được khí hậu dài hạn bằng cách nghiên cứu vềđá trầm tích đã có hàng tỉ năm trước. Sự phân chia lịch sử Trái Đất thành các thời kỳ riêng biệt chủ yếu dựa trên những thay đổi đã thấy trong các lớp đá trầm tích, là ranh giới chính trong các điều kiện. Thông thường, chúng là những thay đổi lớn trong khí hậu.

### Sclerochronology
San hô"Vòng" san hô cũng tương tự như tree rings ngoại trừ việc chúng phản ứng với một số thử khác như nhiệt độ nước, dòng nước ngọt, sự thay đổi độ pH và tác động của sóng. Từ đó, một số thiết bị có thể xác định được nhiệt độ của bề mặt nước biển và độ mặn của biển từ vài thế kỉ trước. Đồng vị δ18O của coralline tảo đỏ đã cung cấp một số thông tin hữu ích của sự kết hợp của nhiệt độ bề mặt biển và độ mặn nước biển ở những vùng vĩ độ cao và vùng nhiệt đới, nơi mà kĩ thuật truyền thống bị giới hạn.

### Niên đại và giới hạn
Một tổ chức đa quốc gia là European Project for Ice Coring in Antarctica (EPICA), đã khoan một lõi băng ở Dome C trên dãi băng ở Đông Nam Cực và lấy một số phần băng ước tính từ khoảng  800,000 năm về trước. Cộng đồng lõi bẳng quốc tế dưới sự bảo trợ của tổ chức International Partnerships in Ice Core Sciences (IPICS), đã xác định một dự án ưu tiên để có được bản ghi về lõi băng lâu đời nhất từ Nam Cực, một bản ghi lõi băng có từ khoảng 1,5 triệu năm trước. Độ sâu đại dương, nguồn gốc của hầu hết các dữ liệu đồng vị, chỉ tồn tại trên các mảng đại dương, cuối cùng bị chìm: đó là vật liệu lâu đời nhất còn lại, khoảng 200 triệu năm tuổi. Những trầm tích già cũng dễ bị bào mòn bởi diagenesis. Những dữ liệu thể hiện một số tính chất đã giảm theo thời gian.

## Các sự kiện khí hậu đáng chú ý trong lịch sử Trái Đất
Kiến thức về các sự kiến khí hậu càng giảm khi đi ngược về quá khứ, nhưng đã có một số sự kiến đáng chú ý như:
- Faint young Sun paradox (khởi đầu)
- Huronian glaciation (~2400 Mya Trái Đất bị bao phủ hoàn toàn trong băng có lẽ là do Thảm họa oxy)
- Later Neoproterozoic Snowball Earth (~600 Mya, tiền thân của Sự bùng nổ kỷ Cambri)
- Andean-Saharan glaciation (~450 Mya)
- Carboniferous Rainforest Collapse (~300 Mya)
- Permian–Triassic extinction event (251.4 Mya)
- Oceanic anoxic events (~120 Mya, 93 Mya, và những thứ còn lại)
- Cretaceous–Paleogene extinction event (66 Mya)
- Paleocene–Eocene Thermal Maximum (Paleocene–Eocene, 55Mya)
- Younger Dryas/The Big Freeze (~11,000 BC)
- Holocene climatic optimum (~7000–3000 BC)
- Extreme weather events of 535–536 (535–536 AD)
- Medieval Warm Period (900–1300)
- Little Ice Age (1300–1800)
- Year Without a Summer (1816)

## Tái lập khí hậu cổ
Các nhà cổ khí hậu sử dụng nhiều phương pháp/kỹ thuật khác nhau để xây dựng lại khí hậu trong quá khứ như:
Nghiên cứu băng hà, các mũ băng ở vùng cực, như ở Greenland và Nam Cực.
- không khí bị giữ trong tuyết khi chúng rơi xuống, và tồn tại ở dạng các bong bóng nhỏ dưới các lớp băng bị nén chặt.
- Sự phân lớp của băng theo chu kỳ các mùa trong năm theo dữ liệu lõi băng.
- Sự thay đổi bề dày dùng để xác định giáng thủy và nhiệt độ.
- Biến động hàm lượng oxy-18 (δ18O) trong các lớp băng đặc trưng cho các biến động nhiệt độ trung bình của đại dương.
- Phấn hoa được quan sát trong các lõi băng và có thể được dùng để suy đoán các loài thực vật đã tồn tại.
- Tro núi lửa cũng có mặt trong một số lớp băng, và có thể được dùng để xác định thời gian hình thành lớp trầm tích đó.

Vòng sinh trưởng thực vậtThông tin về khí hậu có thể được nhận dạng qua việc nghiên cứu sự thay đổi trong sự phát triển của cây. Một cách tổng quát, cây phản ứng lại các biến đổi khí hậu bằng cách phát triển nhanh hơn hay chậm hơn thể hiện thông quan độ dày hơn hay mỏng hơn của vòng sinh trưởng.
Theo thang thời gian dài hơn, các nhà địa chất học phải sử dụng các dấu hiệu trầm tích để xác định.
Trầm tích học
- Trầm tích có thể chứa các phần còn lại được bảo tồn tốt của thực vật, động vật, phiêu sinh hay phấn hoa, các loài này mang đặc điểm của một đới khí hậu nhất định.
- Phân tử sinh học đánh dấu như alkenones có thể cung  cấp thông tin về nhiệt độ của hệ tầng chứa nó.
- Hóa học, đặc biệt là tỉ số Mg/Ca của canxit trong các thí nghiệm Foraminifera, có thể được dùng để tái lập nhiệt độ cổ.

Tỷ lệ đồng vị
Tỷ lệ đồng vị có thể cung cấp nhiều thông tin khác như δ18O, δ13C.
Tỷ lệ đồng vị carbon 13C/12C hay δ13C trong trầm tích cổ được sử dụng để nghiên cứu dựa trên hiện tượng thực vật thực hiện quang hợp với 12C dễ hơn. Do đó những sinh vật phù du ở biển như benthic foraminifera khi phát triển mạnh thì làm lệch tỷ lệ đồng vị. Nếu các tầng nước đại dương không bị đối lưu pha trộn, thì sự lệch tỷ số này xảy ra trong thời gian dài, và dấu hiệu này được lưu giữ trong các tầng trầm tích biển. (Lynch-Stieglitz et al., 1995)
Tướng trầm tíchđá ghi lại các dấu hiệu như mực nước biển dâng hoặc rút; đặc trưng là các cồn cát cổ nằm rất xa bờ biển hiện tại hoặc bị nhấn chìm dưới sâu.
San hôVòng san hô cũng tương tự như vòng sinh trưởng của cây cũng phản ánh hiệt độ nước biển cổ và hoạt động của sóng. Từ dữ liệu này, các thiết bị có thể được dùng để suy ra nhiệt độ bề mặt biển và độ mặn của nước biển trong quá khứ trong vài thế kỷ qua.

### Hạn chế
Tất cả các dấu hiệu đều giảm độ nhất quán theo thời gian lùi về quá khứ. Mẫu lõi băng cổ nhất ở Nam Cực có tuổi 800.000 năm. Các nhà khoa học hiện tại xác định mẫu lõi băng ở cùng vị trí có tuổi 1,2 triệu năm. Ở biển sâu, dựa trên hầu hết các dữ liệu đồng vị các vật liệu còn lại có tuổi 200 triệu năm.